# Circonscription de Yaya Gulelé Debre Libanos
La circonscription de Yaya Gulelé Debre Libanos est une des 177 circonscriptions législatives de l'État fédéré Oromia, elle se situe dans la Zone Nord Shoa. Sa représentante actuelle est Yewenhareg Demse Tulu.